# St. Heinrich (Bleiberg-Kreuth)

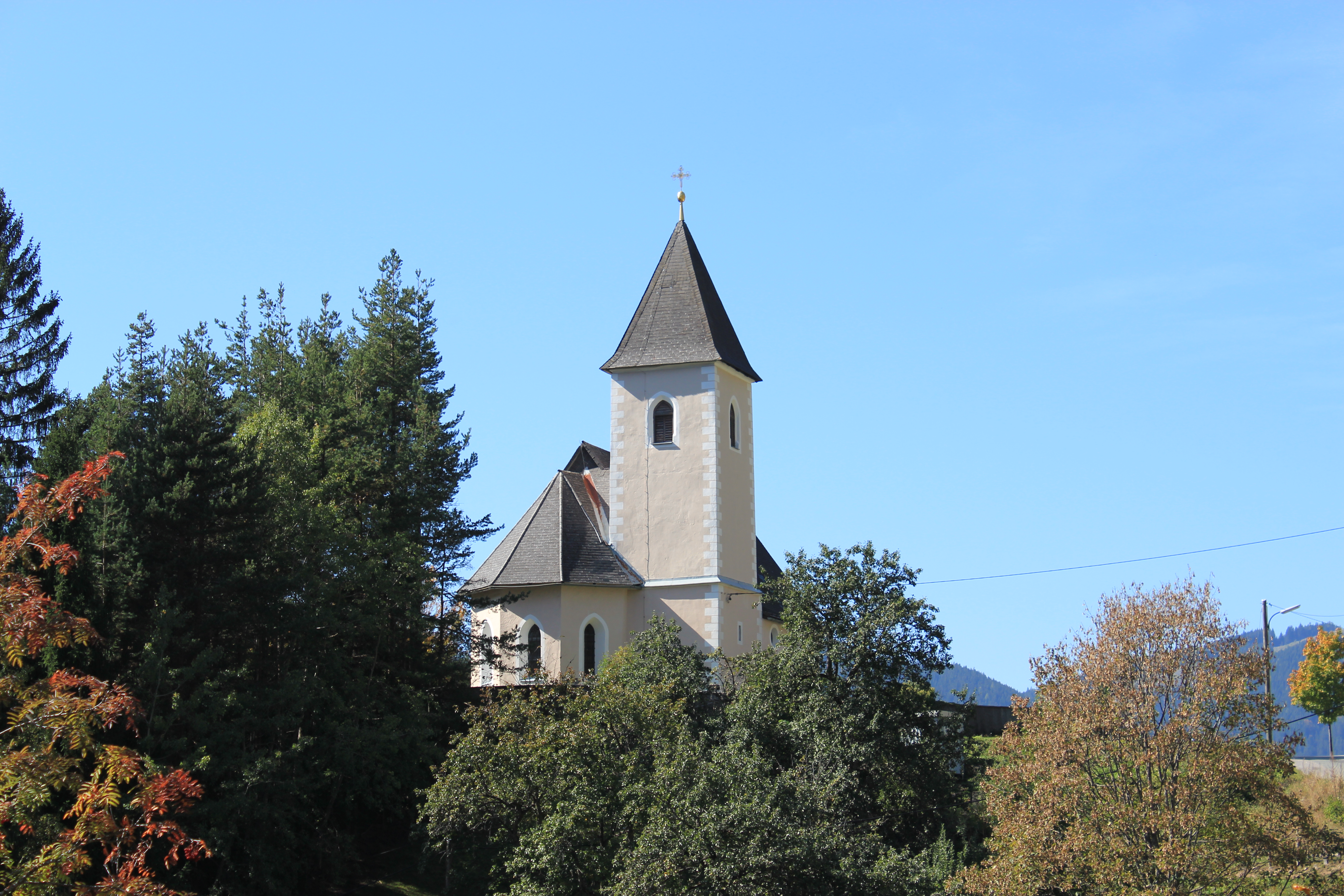

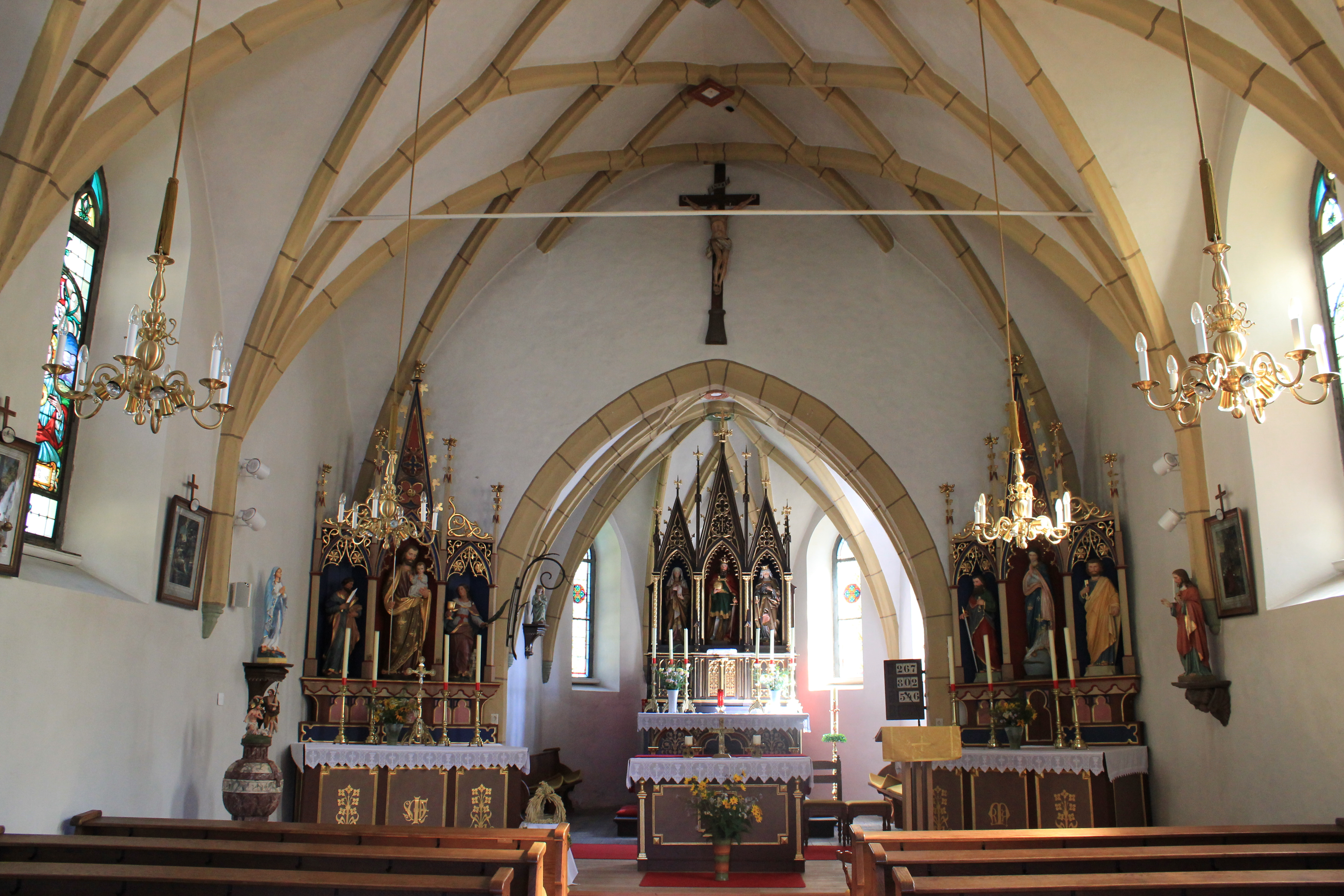
Innenansicht

Die römisch-katholische Pfarrkirche in Bleiberg-Kreuth steht erhöht auf einem Hügel im ehemaligen Bergbaugebiet der Gemeinde Bad Bleiberg. Die Kirche ist dem heiligen Heinrich und seiner Frau Kunigunde gewidmet. Sie steht samt dem umgebenden Friedhof unter Denkmalschutz (Listeneintrag).

## Geschichte
1267 wird erstmals eine Kapelle auf einem Felsvorsprung, dem Narrenstein, in Bleiberg-Kreuth urkundlich erwähnt, weitere Nennungen einer Kirche 1498 und 1513.

## Bauwerk
Die Kirche mit Schiff, Chor und dem massigen Turm im nördlichen Chorwinkel stammen aus der zweiten Hälfte des 14. oder dem beginnenden 15. Jahrhundert. Der Kirchturm besitzt spitzbogige, teilweise gekehlte Schallöffnungen und einen Spitzhelm. Die Sakristei schließt nördlich an den Turm. Die Spitzbogenfenster in Chor und Langhaus stammen zum Teil aus der Erbauungszeit. Das neugotische Westportal mit Spitzbogenschluss und Kreuzblume ist der Haupteingang der Kirche.
Über dem dreijochigen Langhaus spannt sich ein um 1500 entstandenes Netzrippengewölbe auf kurzen Absenkern mit vier quadratischen, einem runden und zwei Wappenschlusssteinen, über dem späteren, westlichen Emporenjoch ein Tonnengewölbe, das durch einen Gurtbogen auf starken Wandpfeilern vom Schiff getrennt wird. Die hölzerne Orgelempore steht auf achteckigen Holzstützen. In der Nordwand des östlichen Jochs ist eine Spitzbogennische eingelassen. Der tief herabgezogene Triumphbogen mit Spitzbogenöffnung verbindet das Langhaus mit dem eingezogenen, zweijochigen Chor mit Netzrippengewölbe auf kleinen Konsolen und 3/8-Schluss. Ein Spitzbogenportal an der Chornordwand führt in die Sakristei.

## Ausstattung
Das neugotische Inventar stammt vorwiegend aus dem letzten Drittel des 19. Jahrhunderts. Der Hochaltar mit den Statuen Kaiser Heinrichs II., seiner Gattin Kunigunde und der heiligen Maria Magdalena, die beiden Seitenaltäre und die vier Engel auf Konsolen von 1896 bzw. 1876 stammen von Johann Zernatto. Die Figuren am linken Seitenaltar, der heilige Josef mit Kind, die Heiligen Bartholomäus und Barbara und am rechten Seitenaltar die Figuren der Heiligen Maria, Petrus und Paulus von 1869 stammen von Alois Gap(p), die Statue des heiligen Florian und die Herz-Jesu-Statue an der Langhauswand von 1897 bzw. 1900 von Ferdinand Prinot(h). Der Taufstein, das Tabernakelkreuz und sechs Leuchter sind aus dem Jahre 1896 von Emil Mehlhofer. Die Orgel von 1872 ist ein Werk von Josef Grafenauer.
Die barocken Statuen der Heiligen Heinrich und Kunigunde vom Ende des 17. Jahrhunderts, die ursprünglich in den Nischen des Friedhofsportals standen, sind in Verwahrung.